# Gabriel Clément
Pour les articles homonymes, voir Clément (patronyme).

a Compétitions nationales et continentales officielles uniquement.

Gabriel Clément, né le 22 juillet 1912 à Sauxillanges (Puy-de-Dôme) et mort le 16 mai 1978 dans la même commune, est un joueur français de rugby à XV et de rugby à XIII dans les années 1920 à 1940.
Pratiquant le rugby à XV dans sa jeunesse, Gabriel Clément intègre l'équipe première de l'A.S. Montferrand à partir de la saison 1930-1931. Durant cinq saisons, ce joueur polyvalent placé principalement en charnière y est titulaire et prend part aux différentes réussites du club auvergnat, disputant la finale du Challenge Yves du Manoir en 1935 avec Maurice Savy perdue contre l'U.S.A. Perpignan.
L'arrivée du code de rugby à XIII en France en 1934, portée par Jean Galia, séduit G. Clément en 1935 qui intègre le club nouvellement créé du R.C. Roanne où il est placé en charnière ou à l'arrière. Durant quatre saisons avec les Roannais, il accompagne le club qui va petit à petit dominer le rugby à XIII français remportant la Coupe de France en 1938 puis le remportant le Championnat de France en 1939 avec pour coéquipiers Max Rousié, Jean Dauger et René Arotça. Souvent cité pour devenir international français, il ne put honorer une seule cape en raison de la forte concurrence.
La Seconde Guerre mondiale éclate alors et le rugby à XIII est rapidement interdit par le régime de Vichy, ce qui le contraint à retourner au rugby à XV à l'A.S. Montferrand.

## Biographie
En 1926, Gabriel Clément est champion de France de boxe française.
À partir de 1931, il commence sa carrière en rugby à XV au sein de l'AS Montferrand,.
En 1935, il est finaliste du Challenge Yves du Manoir face à l'USA Perpignan mais il est défait en finale,.
Après cette saison, il rejoint le club de rugby à XIII du RC Roanne.
Prenant ensuite part à la Seconde Guerre mondiale, il fait son retour à l'AS Montferrand à l'issue de celle-ci lors de la saison 1945-1946,.

## Palmarès

### Rugby à XV
- Collectif :
  - Finaliste du Challenge Yves du Manoir : 1935 (Montferrand).

#### Statistiques en club
| Saison    | Saison                                              | Championnat                                         | Championnat                                         | Coupe                                               | Coupe                                               |
| Saison    | Saison                                              | Comp.                                               | Class.                                              | Comp.                                               | Class.                                              |
| --------- | --------------------------------------------------- | --------------------------------------------------- | --------------------------------------------------- | --------------------------------------------------- | --------------------------------------------------- |
| 1930-31   | AS Montferrand                                      | Championnat de France                               | 1/4 finale                                          |                                                     |                                                     |
| 1931-32   | AS Montferrand                                      | Championnat de France                               | 1/2 finale                                          | Challenge Yves du Manoir                            | 3e                                                  |
| 1932-33   | AS Montferrand                                      | Championnat de France                               | Poule de neuf                                       | Challenge Yves du Manoir                            | 3e                                                  |
| 1933-34   | AS Montferrand                                      | Championnat de France                               | Poule de trois                                      | Challenge Yves du Manoir                            | 8e                                                  |
| 1934-35   | AS Montferrand                                      | Championnat de France                               | 1/8 finale                                          | Challenge Yves du Manoir                            | Finaliste                                           |
| 1940-1945 | Interdiction du rugby à XIII, passage au rugby à XV | Interdiction du rugby à XIII, passage au rugby à XV | Interdiction du rugby à XIII, passage au rugby à XV | Interdiction du rugby à XIII, passage au rugby à XV | Interdiction du rugby à XIII, passage au rugby à XV |
| 1945-46   | AS Montferrand                                      | Championnat de France                               | Phase de poules                                     | Coupe de France                                     | 1/2 finale                                          |

### Rugby à XIII
- Collectif :
  - Vainqueur du Championnat de France : 1939 (Roanne).
  - Vainqueur de la Coupe de France : 1938 (Roanne).

#### Statistiques
| Saison    | Saison    | Championnat           | Championnat | Coupe           | Coupe      |
| Saison    | Saison    | Comp.                 | Class.      | Comp.           | Class.     |
| --------- | --------- | --------------------- | ----------- | --------------- | ---------- |
| 1935-1936 | RC Roanne | Championnat de France | 1/2 finale  | Coupe de France | 1/2 finale |
| 1936-1937 | RC Roanne | Championnat de France | 1/2 finale  | Coupe de France | 1/4 finale |
| 1937-1938 | RC Roanne | Championnat de France | 1/2 finale  | Coupe de France | Vainqueur  |
| 1938-1939 | RC Roanne | Championnat de France | Champion    | Coupe de France | 1/4 finale |